# Saccharomyces cerevisiae
Saccharomyces cerevisiae je vrsta kvasca. Ovo je verovatno najkorisnija vrsta kvasaca. On se koristi za uskišnjavanje testa (hleba) i fermentaciju napitaka (piva) od antičkih vremena. Smatra se da je on originalno bio izolovan sa ljuske grožđa. Ovaj kvasac se takođe nalazi kao komponenta tankog belog filma na ljusci voća kao što su šljive. On je jedan od najintenzivnije proučavanih eukariotskih modela organizama u molekulskoj i ćelijskoj biologiji, kao što je Ешерихија коли model bakterija.
S.&nbsp;cerevisiae ćelije su kružnog do ovalnog oblika, 5–10 mikrometara u prečniku. On se reprodukuji procesom deobe koji je poznat kao окулирање.

## Literatura
- J. Richard Dickinson; Michael Schweizer, ур. (2004). Metabolism and Molecular Physiology of Saccharomyces Cerevisiae (2nd изд.). CRC Press. ISBN 978-0-415-29900-8.
- Lansing M. Prescott; John P Harley; Donald A. Klein (2004). Microbiology (6 изд.). McGraw-Hill Science/Engineering/Math. ISBN 978-0-07-295175-2.
- Arroyo-López FN, Orlić S, Querol A, Barrio E (2009). „Effects of temperature, pH and sugar concentration on the growth parameters of Saccharomyces cerevisiae, S. kudriavzevii and their interspecific hybrid” (PDF). Int. J. Food Microbiol. 131 (2-3): 120—7. PMID 19246112. doi:10.1016/j.ijfoodmicro.2009.01.035.

## Spoljašnje veze
- Baza podataka Saccharomyces genoma
- Ćelijski ciklus i metabolički putevi
- Munich Information Center for Protein Sequences
- UniProt – Saccharomyces cerevisiae